# Ahayuta
Die Ahayuta sind in der Mythologie der Zuñi zwei Kriegsgötter und die Zwillingssöhne des Sonnenvaters.
Nach den Glaubensmaximen der Zuñi fließt unter der Erdoberfläche ein Netzwerk aus Wasseradern. Diese treten in Seen und Quellen an die Oberfläche. In diesem Netzwerk leben zahlreiche Wesen, wie Kolowisi, die einer gehörnten Schlange entspricht. Vier große Höhlen bilden diese Unterwelt. Sie gelten als die vier Bäuche der Erdmutter. Im untersten Bereich, wo die Dunkelheit dominiert, sollen die Zuñi geboren worden sein. Der Sonnenvater schuf Zwillinge, die er zu diesem Ort entsandte, um die Zuñi, die Menschen, heraufzuholen. Sie leiteten die Zuñi empor zur Erde. Als heiligen Ort sehen die Zuñi einen Weiher an. Dieser Weiher findet seine kultische Darstellung in jedem Kivakultraum durch eine kleine Vertiefung.
Die Zwillinge schufen nach Ansicht der Zuñi übermenschliche Wesen, die Tiergöttern gleichen sollen. Die Entwicklung dieser Wesen ist eine zuñi-eigene religiöse Weiterentwicklung der Medizinmänner. Die Ahayuta, denen die Temperaturen und Wetter unterstehen, werden am Ende der Regenzeit angerufen. Nässe ist für die Viehhaltung unerwünscht, daher wünschen sich die Zuñi nunmehr Schnee. Diese Aufgabe wird von der Priesterschaft wahrgenommen. Auch wenn die Ahayuta mit Kriegsgöttern verglichen werden, stehen sie den friedliche Koexistenz suchenden Zuñi als Gottheiten von Wettkampf, Sport und Spiel zur Seite.